# The Decline of Western Civilization
Série
The Decline of Western Civilization Part II: The Metal Years
(1988)
Pour plus de détails, voir Fiche technique et Distribution.
The Decline of Western Civilization est un documentaire américain, tourné entre 1979 et 1980, et sorti en 1981.

## Historique
Le film traite de la scène punk rock de Los Angeles et a été réalisé par Penelope Spheeris. 
Le titre du film fait peut-être référence à la critique en deux parties du critique musical Lester Bangs en 1970 sur l'album Fun House des Stooges, pour le magazine Creem, où Bangs cite un ami qui avait déclaré que la popularité des Stooges signalait « le déclin de la civilisation occidentale ». ". Une autre possibilité est que le titre fasse référence à la lecture par Darby Crash de Der Untergang des Abendlandes ( Le déclin de l'Occident ) d' Oswald Spengler. Dans We Got the Neutron Bomb, une histoire orale de la scène punk rock de Los Angeles recueillie par Marc Spitz, Claude Bessy alias : Kickboy, affirme que c'est lui qui a trouvé le titre.
En 1981, le chef de la police de Los Angeles, Daryl Gates, a écrit une lettre demandant que le film ne soit plus projeté dans la ville.
Le film est l'acte d'ouverture d'une trilogie de Spheeris, illustrant des scènes musicales à Los Angeles à la fin du 20e siècle. Le deuxième film, The Decline of Western Civilization Part II: The Metal Years (1988), couvre la scène heavy metal de Los Angeles de 1987 à 1988. Le troisième film, The Decline of Western Civilization Part III (1998), raconte le style de vie punk des adolescents sans abri à la fin des années 1990.
En 2016, Le déclin de la civilisation occidentale a été sélectionné par la Bibliothèque du Congrès pour être conservé dans le National Film Registry des États-Unis, étant considéré comme « culturellement, historiquement ou esthétiquement significatif »,.

## Synopsis
Présentant des séquences de concerts de groupes punk de Los Angeles et des interviews des membres du groupe, des éditeurs du fanzine Slash et des punks qui composaient leur public, le film offre un regard sur une sous-culture largement ignorée par la presse rock de l'époque.
L'affiche promotionnelle de The Decline (et la pochette de l'album de la bande originale) présentait un gros plan du chanteur de Germs Darby Crash allongé sur le dos sur scène, les yeux fermés. Crash est mort d'un suicide provoqué par l'héroïne peu de temps avant la sortie du film (l'affiche a été conçue avant sa mort).
Les groupes inclus sont Black Flag, Germs, X, Alice Bag Band, the Circle Jerks, Catholic Discipline et Fear . La performance des Germs a été reproduite dans le biopic Darby Crash de 2007 What We Do Is Secret .

## Fiche technique
- Titre : The Decline of Western Civilization
- Réalisation : Penelope Spheeris
- Scénario : Penelope Spheeris
- Photographie : Steve Conant
- Pays d'origine : États-Unis
- Genre : documentaire
- Date de sortie : 1981

## Les performances
- Alice Bag Band
  - "Gluttony"
  - "Prowlers in the Night"
- Black Flag
  - "Depression"
  - "Revenge"
  - "White Minority"
- Circle Jerks
  - "Back Against the Wall"
  - "Beverly Hills"
  - "I Just Want Some Skank"
  - "Red Tape"
  - "Wasted"
- Catholic Discipline
  - "Barbee Doll Lust"
  - "Underground Babylon"
- Fear
  - "Beef Bologna"
  - "I Don't Care About You"
  - "I Love Livin' in the City"
  - "Let's Have a War"
  - "Fear Anthem"
- Germs
  - "Manimal"
  - "Shutdown"
- X
  - "Beyond and Back"
  - "Johnny Hit and Run Paulene"
  - "Nausea"
  - "Unheard Music"
  - "We're Desperate"

## Distribution
- Alice Bag
- Black Flag
- Exene Cervenka
- Circle Jerks
- Darby Crash
- X
- John Doe
- The Germs
- Greg Hetson
- Pat Smear
- Fear
- Catholic Discipline

## Bande sonore
La bande originale est sortie en décembre 1980 par Slash Records sur LP . À la fin des années 1990, il est également sorti sur CD. Le chanteur de Germs, Darby Crash, apparaît sur la couverture de l'album de la bande originale. Il est décédé peu de temps avant la sortie du film, bien que les images promotionnelles du film et de la sortie de l'album aient été conçues avant sa mort.
| No  | Titre                      | Artist              | Durée |
| --- | -------------------------- | ------------------- | ----- |
| 1.  | White Minority             | Black Flag          | 2:27  |
| 2.  | Depression                 | Black Flag          | 2:23  |
| 3.  | Revenge                    | Black Flag          | 1:31  |
| 4.  | Manimal                    | Germs               | 2:57  |
| 5.  | Underground Babylon        | Catholic Discipline | 3:41  |
| 6.  | Beyond and Back            | X (groupe)          | 2:54  |
| 7.  | Johnny Hit and Run Paulene | X                   | 2:49  |
| 8.  | We're Desperate            | X                   | 2:45  |
| 9.  | Red Tape                   | Circle Jerks        | 1:42  |
| 10. | Back Against the Wall      | Circle Jerks        | 1:33  |
| 11. | I Just Want Some Skank     | Circle Jerks        | 1:15  |
| 12. | Beverly Hills              | Circle Jerks        | 1:15  |
| 13. | Gluttony                   | Alice Bag Band      | 3:45  |
| 14. | I Don't Care About You     | Fear                | 3:45  |
| 15. | I Love Livin' in the City  | Fear                | 2:16  |
| 16. | Fear Anthem                | Fear                | 0:33  |

## Réception critique
Le documentaire reçoit un accueil critique plutôt positif.
Ainsi, IMDB lui décerne 7,5 sur 10, SensCritique 7,3 sur 10, Allociné 3 sur 5.